# 国防研究院
国防研究院是中華民國国民革命军于1942年1月在重庆浮图关山上开设的将官级国防研讨培训机构。

## 历史

### 国防研究院第一期
1942年1月创办国防研究院时共有41人，主任王东原，副主任杜建石，其余39人中分为研究委员与研究员。研究平时与战时的国防体制设计、总动员机制、孙中山建国方略、蒋中正的著述等。
研究委员有郭汝瑰、沙学浚（国防地理）、吴光杰、魏汝霖、潘华国、石祖黄等。
研究员有吕文贞、韩练成、张叙曾、唐君鉑、滕杰、邓文仪、冯衍、袁觐贤等。
1944年1月第一期结束。大部分人员任职军事委员会委员长侍从室或出国任武官。

### 国防研究院第二期
学员：蔡孟坚、艾叆、夏季屏、蒋坚忍、黄仁霖、谢肇齐

### 台湾国防研究院第一期
1959年4月国防研究院第一期在台北阳明山中山楼开学，蒋中正讲述「国防研究要旨」。学员有芮正皋、孫運璿、李国鼎。胡宗南任研究员，1960年9月任国防研究院毕业同学会会长、国防研究院院务委员。邓文仪任讲座。

### 台湾国防研究院第二期
1960年4月国防研究院第二期开学，共有50人，文武職各佔一半。
学员：李参育、王任遠、張國英

### 台湾国防研究院第八期
學員：李運成。

### 台湾国防研究院第十一期
1969年9月开学。
学员：连战、徐立德